# Hervé Le Helloco
Pour les articles homonymes, voir Helloco.
Hervé Le Helloco ou encore Hervé Le Haelogou, dit aussi Bob Le Helloco, né le 7 septembre 1908 à Pontivy et mort le 23 octobre 1993 au Royaume-Uni, était un avocat et militant nationaliste breton impliqué dans la collaboration avec l'Allemagne nazie. Il écrivait dans L'Heure bretonne, hebdomadaire nationaliste breton sous la tutelle de l'Allemagne qui prônait l'indépendance de la Bretagne.

## Militant breton
Le Helloco fut, dès l’origine du mouvement, l’un des militants les plus zélés de Breiz Atao.
Il est pour certains historiens le véritable créateur de l'organisation armée bretonne Gwenn ha Du,. Le 18 décembre 1938, il est l'auteur, selon Olier Mordrel, de la destruction du Monument de la Fédération bretonne-angevine à Pontivy. Il participe au débarquement clandestin d'armes du côtre Gwalarn, dont il est le skipper, sur la plage de Locquirec en août 1939.

## Seconde Guerre mondiale
Il participe à la revue Arvor. Il a traduit les récits de guérilla de Dan Breen, l'ancien chef de l'IRA de Cork. Il dirige la revue Galv (L'Appel), dans laquelle publie Yves Le Drézen.
Après l'armistice du 24 juin 1940, il devient agent de liaison entre les activistes bretons et les services secrets allemands du SD. Il participe au journal collaborationniste L'Heure bretonne où il est résolument engagé en faveur de l'Allemagne, mais aussi en faveur de la destruction de la France et des Juifs. En juillet 1944, il s'engage dans la Bezen Perrot et est notamment à l'origine de l'opération menée contre le maquis de Broualan. Le 2 août 1944, il s'enfuit en Allemagne, en compagnie notamment de Roparz Hémon et ultérieurement au Pays de Galles. Condamné pour haute trahison à la peine de mort par contumace et à la confiscation de ses biens à la Libération.
Il est réhabilité 25 ans plus tard[réf. nécessaire] et même qualifié de « juste » par l'historien Jean-Jacques Monnier.